# John Woodruff
John Youie Woodruff (Connellsville, Pensilvania; 5 de julio de 1915-Fountain Hills, Arizona; 30 de octubre de 2007) fue un atleta estadounidense.

## Biografía
Estudió en la Universidad de Pittsburgh. En los Juegos Olímpicos de 1936, logró la medalla de oro en la carrera de 800 metros. En los últimos metros se puso en la cola del grupo para después dar una gran galopada y ganar la carrera ante la atenta mirada de Adolf Hitler como hiciera también Jesse Owens. Llegó a mantener el récord nacional en 1:48:06 durante 12 años hasta que llegó la Segunda Guerra Mundial. 
Terminó su carrera militar como teniente coronel. Falleció a los 92 años de edad el 30 de octubre de 2007.